# Lioptilodes parafuscicostatus
Lioptilodes parafuscicostatus là một loài bướm đêm thuộc chi Lioptilodes, có ở Ecuador và có thể Peru. Moths in this species có sải cánh khoảng 23.5 xăngtimét. The species closely resembles its sister taxon, Lioptilodes fuscicostata.